# William Charles Franklyn Plomer
William Charles Franklyn Plomer Orden del Imperio Británico (pronunciaba su apellido como ploomer) (10 de diciembre de 1903 – 21 de septiembre de 1973) autor de origen anglo-africano, más conocido como novelista, poeta y editor literario. Fue educado principalmente en el Reino Unido, pero él se describe como "Anglo-afro-asiático". 
Se hizo famoso en la Unión Sudafricana con su primera novela, Turbott Wolfe, que tenía el amor interracial y el matrimonio como tema. Fue el cofundador de la revista literaria de corta duración Voorslag ("Whiplash") junto con otros dos rebeldes sudafricanos, Roy Campbell y Laurens van der Post; promovió una Sudáfrica racialmente igual. 
Pasó el periodo de octubre de 1926 a marzo de 1929 en Japón, donde se hizo amigo de Sherard Vines. Ahí, de acuerdo a los biógrafos, estaba en una relación homosexual con un hombre de origen japonés. Nunca fue abiertamente gay durante su vida; a lo sumo aludió al tema. 
Luego se mudó a Inglaterra, y a través de su amistad con su editora Virginia Woolf, entró a los círculos literarios de Londres. Se convirtió en editor literario, para Faber and Faber, fue lector y consejero literario de Jonathan Cape, donde editó una serie de Ian Fleming's James Bond colecciones. Fleming dedicó Goldfinger a Plomer.
Plomer es conocido por llevar el pseudónimo de 'Robert Pagan', notable en especial en algunos de sus poemas.
También fue activo como libretista, con Gloriana, Curlew River, The Burning Fiery Furnace y The Prodigal Son por Benjamin Britten.

## Obras
- 1925. Turbott Wolfe (novela)
- 1927. Notes for Poems. Hogarth Press, Londres (poesía)
- 1927. I Speak of Africa (cuentos)
- 1929. The Family Tree. Hogarth, Londres (poesía)
- 1929. Paper Houses. Hogarth, Londres (cuentos)
- 1931. Sado. Hogarth, Londres (novela)
- 1932. The Case is Altered (novela)
- 1932. The Fivefold Screen (poesía)
- 1933. The Child of Queen Victoria (cuentos)
- 1933. Cecil Rhodes (biografía)
- 1934. The Invaders (novela)
- 1936. Visiting the Caves. Cape, Londres (poesía)
- 1936. Ali the Lion (biografía, reeditado en 1970 como The Diamond of Janina)
- 1937. William Plomer (editor): Haruko Ichikawa: A Japanese Lady in Europe. Cape, Londres.
- 1938. Selections from the Diary of the Rev. Francis Kilvert (1870–1879)
- 1940. Selected Poems. Hogarth, Londres.
- 1942. In a Bombed House, 1941: Elegy in Memory of Anthony Butts (poesía)
- 1943. Double Lives: An Autobiography. Cape, Londres.
- 1945. The Dorking Thigh and Other Satires (poesía)
- 1949. Four Countries. Cape, Londres (cuentos)
- 1952. Museum Pieces (novela)
- 1955. A Shot in the Park (poesía, publicado en U.S.A. como Borderline Ballads)
- 1958. At Home: Memoirs. Cape, Londres.
- 1960. Collected Poems. Cape, Londres.
- 2008. on not answering the telephone. (poesía)
- 1960. A Choice of Ballads (poesía)
- 1966. Taste and Remember (poesía)
- 1975. The Autobiography of William Plomer. Cape, Londres (revisión de Double Lives, murió antes de que pudiera volver a trabajar en At Home)
- 1978. Electric Delights. Seleccionada y presentada por Rupert Hart-Davis. Cape, Londres (piezas previamente no cobradas)